# ألان ماكدونالد
ألان ماكدونالد (بالإنجليزية: Allan MacDonald) هو سياسي أسترالي، ولد في 25 أغسطس 1892 في المملكة المتحدة، وتوفي في 18 يناير 1978 في أستراليا. حزبياً، نشط في حزب أستراليا المتحدة. وقد انتخب عضو مجلس الشيوخ الأسترالي ‏ عن دائرة أستراليا الغربية (5 مارس 1935 – 30 يونيو 1947).